# Guy Musser
Guy Graham Musser (10 de agosto de 1936-20 de octubre de 2019) fue un zoólogo estadounidense.  Su campo de estudio era la subfamilia Murinae, habiendo descrito muchas especies nuevas para la ciencia.
Nació en Salt Lake City, Utah. Asistió a escuelas públicas elementales y medias, hasta 1955. En 1967 obtuvo un PhD por la Universidad de Míchigan con una tesis sobre taxonomía de la ardilla gris mexicana (Sciurus aureogaster). En 1966 se une al Museo americano de Historia Natural donde deviene curador de mamíferos. Desde su jubilación en 2002 es curador emérito.
En los 1960s y 1970s publicó artículos sobre ardillas, Neotominae y Murinae. En los 1970s condujo una expedición de tres años a Sulawesi donde descubrió varios ratones y especies de rata nuevas para la ciencia. Los resultados de esa expedición aún no están plenamente publicados.
A principios de los 1980s publicó la mayoría de trabajos importantes que incluyen Notes on systematics of Indo-malayan murid rodents, y descripciones de nuevos géneros y especies de Ceilán, Sulawesi, y las Filipinas (1981), La rata giganta de Flores y su este de parientes de Borneo y Bali (1981), Crunomys y el pequeño-bodied ratas de musaraña nativas a la Philippine Islas y Sulawesi (Celebes) (1982) y malasiano murids y la rata giganta de Sumatra (1983, junto con Cameron Newcomb). Estos trabajos se dirigían a un cambio dentro de la taxonomía de los asiáticos Murinae partiendo del genus Rattus a varios nuevos géneros.
Más tarde publicó muchos artículos sobre Murinae asiáticos y australasianos, y también algunos artículos sobre Sigmodontinae, una subfamilia de roedores sudamericanos.
Estuvo entre los autores de Mammal Species of the World (1993 y 2005) dónde coescribió la sección sobre el orden Rodentia en colaboración con Michael D. Carlton. También frecuentemente contribuyó al Boletín del Museo americano de Historia Natural. Guy Musser está casado con Mary Ellen Holden, una zoóloga y directora del Superior Elemental en la Trinity Montessori Escuela cristiana en Charleston, Carolina del Sur. Tienen tres niños y viven en James Island (Carolina del Sur).
Recibió el Clinton Hart Merriam de la Sociedad americana de Mastozoólogos en 1992.

## Trabajos (seleccionados)
- 1968: Musser, G.  G. "Musser, G.  G. «A systematic study of the Mexican and Guatemalan gray squirrel: Sciurus aureogaster F. Cuvier (Rodentia: Sciuridae)». Miscellaneous Publications, Museum of Zoology, University of Michigan 137: 1-112. Consultado el 19 de enero de 2015.

- 1981: Musser, G.  G. Musser, G.  G. (1981). «The giant rat of Flores and its relatives east of Borneo and Bali». Bulletin of the American Museum of Natural History 169: 69-175. Consultado el 19 de enero de 2015.

- 1982: Musser, G.  G. "Musser, G.  G. «Crunomys and the small-bodied shrew rats native to the Philippine Islands». Bulletin of the American Museum of Natural History 174: 1-95. Consultado el 19 de enero de 2015.

- 1983: Musser, G.  G.; Newcomb, C. Musser, G.  G.; Newcomb, C. «Malaysian murids and the giant rat of Sumatra». Bulletin of the American Museum of Natural History 175: 329-598. Consultado el 19 de enero de 2015.

- 1992: Musser, G.  G.; HeaneMusser, G.  G.; Heaney, M. R. «Philippine rodents: definitions of Tarsomys and Limnomys plus a preliminary assessment of phylogenetic patterns among native Philippine murines (Murinae, Muridae)». Bulletin of the American Museum of Natural History 211: 1-138. Consultado el 19 de enero de 2015.

- 1993/2005: Orden Rodentia En: Don E. Wilson & DeAnn M. Reeder (eds): Especie de mamífero del Mundo (w/ Michael D. Carlton)[5]

- 1998: Musser, G.  G.; Carleton, M. D.; Hermanos, E. M.; Gardner, Un. L. "Estudios sistemáticos de oryzomyine roedores (Muridae, Sigmodontinae): diagnosis y distribuciones de las especies anteriormente asignadas a Musser, G.  G.; Carleton, M. D.; Brothers, E. M.; Gardner, A. L. «Systematic studies of oryzomyine rodents (Muridae, Sigmodontinae): diagnoses and distributions of species formerly assigned to Oryzomys "capito"». Bull. of the Am. Museum of Natural History 236: 1-376. Consultado el 19 de enero de 2015.

- Norris, C.A. & Musser, G.G. 2001. Systematic revision within the Phalanger orientalis complex (Diprotodontia, Phalangeridae): a third species of lowland gray cuscus from New Guinea and Australia. American Museum Novitates 3356:1-20.

- 2002. Musser, G.G. & Durden, L.A. Sulawesi rodents: description of a new genus and species of Murinae (Muridae, Rodentia) and its parasitic new species of sucking louse (Insecta, Anoplura). Am. Museum Novitates 3368: 1-50.

- 2002. Junkun, H.E., Innis, B.L., Shrestha, M.P., Clayson, E.T., Scott, R.M., Linthicum, K.J., Musser, G.G., Gigliotti, S.C., Binn, L.N., Kuschner, R.A. & Vaughn, D.W. Evidence that rodents are a reservoir of hepatitis E virus for humans in Nepal. J. of Clinical Microbiology 40 (12): 4493-4498.

- 2003. Carleton, M.D., Musser, G.G. & Pavlinov, I.Ya. Myodes Pallas, 1811, is the valid name for the genus of red-backed voles p. 96–98.

- 2003. Lunde, D.P., Musser, G.G. & Tien, P.D. Records of some little known bats (Chiroptera: Vespertilionidae) from Vietnam. Mammalia 67: 459-461.

- 2003. Lunde, D.P., Musser, G.G. & Son, N.T. A survey of small mammals from Mt. Tay Con Linh II, Vietnam, with the description of a new species of Chodsigoa (Insectivora: Soricidae). Mammal Study 28: 31-46.

- 2004. Lunde, D.P., Musser, G.G. & Ziegler, T. Description of a new species of Crocidura (Soricomorpha: Soricidae, Crocidurinae) from Ke Go Nature Reserve, Vietnam. Mammal Study 29 (1): 27-36.

- 2005. Carleton, M.D. & Musser, G.G. Order Rodentia p. 745–752 in Wilson, D.E. & Reeder, D.M. (eds.) Mammal Species of the World: a taxonomic and geographic reference. 3ª ed. Baltimore: The Johns Hopkins University Press, 2 v. 2142 p.

- 2005. Musser, G.G. & Carleton, M.D. Superfamily Muroidea p. 894–1531 in Wilson, D.E. & Reeder, D.M. (eds.) Mammal Species of the World: a taxonomic and geographic reference. 3ª ed. Baltimore: The Johns Hopkins University Press, 2 v. 2142 p.

- 2005. Musser, G.G., Smith, A.L., Robinson, M.F. & Lunde, D.P. Description of a new genus and species of rodent (Murinae, Muridae, Rodentia) from the Khammouan Limestone National Biodiversity Conservation Area in Lao PDR. Am. Museum Novitates 3497: 1-31.

- 2006. Musser, G.G., Lunde, D.P. & Nguyen T.S. Description of a new genus and species of rodent (Murinae, Muridae, Rodentia) from the tower karst region of northeastern Vietnam. Am. Museum Novitates 3517: 1-41.

- 2007. Lunde, D.P., Son, N.T. & Musser, G.G. A survey of small mammals from Huu Lien Nature Reserve, Lang Son Province, Vietnam. Mammal Study 32 (4): 155-168.

## Abreviatura (zoología)
La abreviatura Musser  se emplea para indicar a Guy Musser como autoridad en la descripción y taxonomía en zoología.